# Kingsman
«Kingsman» — британско-американская франшиза, основанная на комиксе «The Secret Servise».
Старт франшизе положил выпуск в 2012 году комикса Marvel «The Secret Service», авторами которого были Марк Миллар и Дэйв Гиббонс. В 2017 и 2018 годах соответственно вышли два продолжения: «Kingsman: The Big Exit» и «Kingsman: The Red Diamond», — но уже в издательстве Image Comics. После выхода фильма «Kingsman: Секретная служба» серия была переименована.
Картина «Kingsman: Секретная служба» режиссёра Мэттью Вона в соавторстве с Джейн Голдман была выпущена в феврале 2015 года. В фильме сыграли Колин Фёрт, Тэрон Эджертон, Майкл Кейн, Сэмюэл Л. Джексон, Марк Стронг, Софи Куксон, София Бутелла, Джек Дэвенпорт, и Марк Хэмилл.
Продолжение серии — картина под названием «Kingsman: Золотое кольцо» — была презентована в сентябре 2017 года. В 2018 году было объявлено о производстве третьего фильма, приквела и телесериала, включающего восемь эпизодов. В 2021 году в США вышел в прокат приквел «King’s Man: Начало». Производством всех кинофильмов франшизы занималась киностудия 20th Century Studios.

## Серия комиксов

### The Secret Service
Серия комиксов The Secret Service выходила с 2012 по 2013 год и изначально заголовка «Kingsman» в названии не имела. В данной серии присутствуют элементы из другой серии комиксов Марка Миллара «Мордобой 3». 
В центре сюжета — история Гэри Анвина по прозвищу Эггси, агента британской секретной службы, который противостоит убийце своего дяди — бизнес-магнату, причастному к похищению знаменитостей (Пирса Броснана, Патрика Стюарта и Дэвида Бекхэма) и угрожающему миру особым спутниковым сигналом, резонирующим с людьми и вызывающим ненависть и склонность к убийствам.

### The Big Exit
Шестистраничный ваншот «Секретной службы» под названием «Kingsman: The Big Exit» под авторством Роба Уильямса и Озгура Йилдирима был опубликован в журнале «Playboy» за сентябрь/октябрь 2017 года. 
Сюжет представляет собой погоню агентов за 100 миллиардами фунтов в золотых слитках, которые перевозят в Брюссель в качестве платы за брексит, и противостоянии группе террористов, замаскированных под французских активистов, которые также охотятся за крупной добычей. 
Задача агентов состоит в том, чтобы золото не досталось ни правительству Великобритании, ни Европейскому Союзу, а было направлено на финансирование здравоохранения и образования.

### The Red Diamond
Второй выпуск «Kingsman» под названием «The Red Diamond» был выпущен Image Comics в сентябре 2017 года. В нём повествуется о борьбе агента Эггси с группировкой «Red Diamond», разработавшей вирус, вызывающий глобальное отключение электроэнергии.

## Серия фильмов
| Фильм                      | Дата релиза           | Режиссёр   | Сценаристы                 | Сюжет                      | Продюсер(ы)                      | Статус       |
| -------------------------- | --------------------- | ---------- | -------------------------- | -------------------------- | -------------------------------- | ------------ |
| Kingsman: Секретная служба | 13 февраля 2015 года  | Мэттью Вон | Мэттью Вон и Джейн Голдман | Мэттью Вон и Джейн Голдман | Мэттью Вон Дэвид Рид Адам Болинг | Выпущены     |
| Kingsman: Золотое кольцо   | 22 сентября 2017 года | Мэттью Вон | Мэттью Вон и Джейн Голдман | Мэттью Вон и Джейн Голдман | Мэттью Вон Дэвид Рид Адам Болинг | Выпущены     |
| King’s Man: Начало         | 22 декабря 2021 года  | Мэттью Вон | Мэттью Вон и Карл Гайдусек | Мэттью Вон                 | Мэттью Вон Дэвид Рид Адам Болинг | Выпущены     |
| Kingsman: Голубая кровь    | TBA                   | Мэттью Вон | Мэттью Вон                 | Мэттью Вон                 | TBA                              | В разработке |

### Kingsman: Секретная служба(2015)
В октябре 2011 года Мэттью Вон начал вести переговоры с Марком Милларом и Дэйвом Гиббонсом об экранизации серии комиксов «Секретная служба». Концепция адаптации комикса возникла, когда Миллар и Вон обсуждали в баре шпионские фильмы, сокрушаясь, что жанр стал слишком серьёзным. Они сошлись во мнении, что жанру не помешает добавить немного «веселья».  Ради работы над «Секретной службой» Вону пришлось отказаться от режиссуры «Людей Икс: Дни минувшего будущего», что он сам называл «действительно трудным решением».  Вон рассуждал, что если он этого не сделает, то «кто-то другой снимет забавный шпионский фильм, а ему придется написать кровавый сценарий, который никто не захочет воплощать».
В марте 2013 года студия 20th Century Fox приобрела права на дистрибуцию фильма. В апреле 2013 Колин Ферт присоединился к актёрскому составу, чтобы сыграть главную роль. В то же время сообщалось, что Леонардо Ди Каприо вёл переговоры о том, чтобы сыграть главного злодея в фильме, но Вон отрицал, что когда-либо рассматривал его на эту роль.  Она досталась Сэмюэлю Л. Джексону, который мечтал сняться в фильме о Джеймсе Бонде. Его персонаж страдает сигматизмом. Эту особенность придумал сам Джексон, основываясь на своём личном опыте, когда в детстве боролся с заиканием. В сентябре 2013 года Вон выбрал Софи Куксон на главную женскую роль, предпочтя неопытную актрису более очевидным кандидатам, таким как Эмма Уотсон и Белла Хиткот.  
Съёмки начались в октябре 2013 года в Суррее (Англия), а общий бюджет фильма составлял 200 миллионов долларов.  Поместье Александра-роуд в Камдене, в картине стало районом проживания Эггси, а некоторые сцены были сняты в Имперском колледже Лондона. Паб Black Prince в Кеннингтоне, Южный Лондон, и его окрестности были задействованы в сценах драк и автомобильной погони. На Сэвил Роу в Мейфэре снимали сцены с ателье Хантсман, а на Сент-Джеймс — магазин шляп Джеймса Лока. Фильм был выпущен 13 февраля 2015 года. Главные роли исполнили Тэрон Эджертон, Колин Ферт и Сэмюэл Л. Джексон. Ходили слухи, что в картине появится Элтон Джон, но это оказалось неправдой. Знаменитый певец появится только в сиквеле Kingsman: Золотое кольцо.

### Kingsman: Золотое кольцо(2017)
Незадолго до выхода фильма «Kingsman: Секретная служба» Миллар и Вон заявили о возможном продолжении франшизы, если первый фильм хорошо зарекомендует себя в прокате, а Вон выразил заинтересованность в режиссуре сиквела. Вон также отметил, что надеется на продолжение работы с Колином Фертом, но позже стало известно, что актер к съёмкам франшизы не вернётся.
В апреле 2015 года 20th Century Fox объявила, что сиквел первого фильма находится в разработке. Но не было ясности в том, когда Вон сможет приступить к своей работе на ним, так как режиссёр был в то время поглощён идеей экранизации комикса о Флэше Гордоне. В июне 2015 года Вон начал писать сценарий. В сентябре 2015 года Миллар раскрыл некоторые детали работы над фильмом, в том числе и о попытках Вона вернуть героя Колина Ферта, не жертвуя целостностью истории. А позже The Hollywood Reporter озвучил сомнения в участии Тэрона Эджертона в продолжении франшизы, так как актёр подписал контракт на съёмки картины «Робин Гуд: Начало», и должен приступить к работе в феврале 2016 года — что противоречило графику производства «Kingsman: Золотое кольцо». Но в середине октября все вопросы между обеими студиями были решены: Lionsgate перенесла производство «Робин Гуда» на момент окончания съёмок Эджертона в сиквеле «Kingsman». 17 февраля 2016 года стало известно, что Джулианна Мур ведёт переговоры об участии в фильме в роли антагониста главного героя. 10 марта 2016 года было объявлено, что Хэлли Берри исполнит роль главы американской секретной службы. В конце марта Вон официально подтвердил участие Берри и Мур, а также название «Kingsman: Золотое кольцо». 8 апреля 2016 года Педро Паскаль получил роль агента Виски. В тот же день был выпущен рекламный постер, на котором изображена характерная деталь персонажа Колина Ферта — очки, что породило надежды на «воскрешение» его героя. Официальное подтверждение возвращения Гарри Харта прозвучало 11 июля 2016 года. Ченнинг Татум сообщил о своём участии в фильме в личном аккаунте в Twitter, а Variety подтвердил, что Элтон Джон ведёт переговоры о получении роли. В конце апреля Вон сказал о сиквеле: «Написание этого сценария было самой трудной вещью, которую я когда-либо делал». Джефф Бриджес присоединился к актёрскому составу 28 мая 2016 года. О получении роли Винни Джонс объявил в Twitter.
Съёмочный процесс стартовал в мае 2016 года в Бирмингеме (Англия), также съёмки проходили в студии Warner Bros. в Ливсдене, и были закончены в сентябре 2016 года. Отдельные кадры доснимались в Лондоне в декабре 2016 года. Премьера фильма была назначена на 22 сентября 2017 года. Главные роли исполнили Тэрон Эджертон, Хэлли Берри, Джулианна Мур, Колин Ферт и Марк Стронг.

### King’s Man: Начало(2021)
В июне 2018 года Вон объявил о работе над приквелом, который будет называться «Kingsman: Большая игра», действие которого будет происходить в 1900-х годах. Этот фильм расскажет о начале формирования шпионского агентства, и будет сниматься встык с «третьим фильмом франшизы Kingsman». В сентябре 2018 года было объявлено, что Рэйф Файнс и Харрис Дикинсон сыграют главные роли в приквеле. В октябре 2018 года ходили слухи, что Рейчел Вайс и Брэд Питт рассматривались для главных ролей в фильме. В ноябре 2018 года стало известно, что Даниэль Брюль, Чарльз Дэнс, Рис Иванс и Мэттью Гуд также будут задействованы в фильме. Как сообщалось, стилистически картина будет похожа на историческую драму. чем на шпионский триллер, в которой будет подробно описано создание ателье и агентства Kingsman, а слоган фильма будет гласить — «Человек, который станет Kingsman». К июню 2019 года официальное название фильма было изменено на «The King’s Man».
Ранее выход фильма был запланирован на 14 февраля 2020 года. Однако в ноябре 2019 года дата релиза была отложена до 18 сентября 2020 года. Затем дата неоднократно переносилась в связи с пандемией COVID-19, и в конечном итоге фильм вышел в прокат 22 декабря 2021 года.

### Kingsman: Голубая кровь(2023)
В мае 2017 года Вон заявил, что сиквел «Золотого кольца» в настоящее время находится в разработке, добавив, что он с соавтором сценария Голдманом наметили сюжет во время производства второго фильма. Позже Вон заявил, что его личным выбором на роль злодея является Дуэйн Джонсон.  К июню 2018 года режиссер объявил, что съёмки третьего фильма франшизы будут проходить параллельно со съёмками приквела, и станут «завершением истории отношений Гарри Харта и Эггси». 
Колин Ферт и Тэрон Эджертон исполнят свои роли из предыдущих фильмов. Вон заявил, что производство планируется начать где-то между концом 2019 года и началом 2020 года. В сентябре 2020 года фильм получил рабочее название Kingsman: The Blue Blood. В декабре 2021 года Вон сообщил, что съёмки картины начнутся в сентябре 2022 года, а предполагаемая дата выхода — 2023 год, но Эджертон предположил, что съёмки начнутся в 2023 году.

### Телесериал

#### Statesman (TBA)
Помимо триквела, Вон выразил желание снять спин-офф «Statesman», в случае успеха «Золотого кольца». 
Ченнинг Татум, Джефф Бриджес и Хэлли Берри вновь исполнят свои роли в фильме.

### Актёрский состав
| Персонажи                                      | Фильмы.                                    | Фильмы.                            | Фильмы.                                   | Фильмы.                 | Телесериал    | Короткометражный фильм                |
| Персонажи                                      | Kingsman: Секретная служба                 | Kingsman: Золотое кольцо           | King’s Man: Начало                        | Kingsman: Голубая кровь | Statesman     | #TBT to That Time Archer Met Kingsman |
| Персонажи                                      | 2015                                       | 2017                               | 2021                                      | 2023                    | TBA           | 2017                                  |
| ---------------------------------------------- | ------------------------------------------ | ---------------------------------- | ----------------------------------------- | ----------------------- | ------------- | ------------------------------------- |
| Король Швеции, Гэри «Эггси» Анвин Галахад      | Тэрон Эджертон Алексей Николов (в детстве) | Тэрон Эджертон                     |                                           | Тэрон Эджертон          |               | Тэрон Эджертон                        |
| Гарри Харт Галахад                             | Колин Ферт                                 | Колин Ферт                         |                                           | Колин Ферт              |               |                                       |
| Кронпринцесса Швеции Тильда                    | Ханна Альстрём                             | Ханна Альстрём                     |                                           | Ханна Альстрём          |               |                                       |
| Орландо, герцорг Оксфордский Артур             | Картины                                    | Картины                            | Рэйф Файнс                                |                         |               |                                       |
| Арчи Рид Ланселот                              | Картины                                    | Картины                            | Аарон Тейлор-Джонсон                      |                         |               |                                       |
| Король Соединённого Королевства, Георг V       | Картины                                    | Картины                            | Том Холландер                             |                         |               |                                       |
| Президент США                                  | Неуказанный в титрах актёр (Барак Обама)   | Брюс Гринвуд                       | Иэн Келли (Вудро Вильсон)                 |                         |               |                                       |
| Посол США в Британии Честер Кинг Бедивер/Артур | Майкл Кейн                                 |                                    | Стэнли Туччи                              |                         |               |                                       |
| Роксана «Рокси» Мортон Ланселот                | Софи Куксон                                | Софи Куксон                        |                                           |                         |               |                                       |
| Хэмиш Майкрофт Мерлин                          | Марк Стронг                                | Марк Стронг                        |                                           |                         |               |                                       |
| Чарльз «Чарли» Хескет                          | Эдвард Холкрофт                            | Эдвард Холкрофт                    |                                           |                         |               |                                       |
| Лиам                                           | Томас Тургус                               | Томас Тургус                       |                                           |                         |               |                                       |
| Джамал                                         | Тоби Бакаре                                | Тоби Бакаре                        |                                           |                         |               |                                       |
| Мишель Анвин                                   | Саманта Уомак                              | Саманта Уомак (камео)              |                                           |                         |               |                                       |
| Ричмонд Валентайн                              | Сэмюэл Л. Джексон                          | Сэмюэл Л. Джексон (архивные кадры) |                                           |                         |               |                                       |
| Газель                                         | София Бутелла                              | София Бутелла (архивные кадры)     |                                           |                         |               |                                       |
| Мортен Линдстрём                               | Бьёрн Флоберг                              | Бьёрн Флоберг (архивные кадры)     |                                           |                         |               |                                       |
| Лесли «Ли» Анвин Ланселот                      | Джонно Дэвис                               |                                    |                                           |                         |               |                                       |
| Профессор Джеймс Арнольд                       | Марк Хэмилл                                |                                    |                                           |                         |               |                                       |
| Джеймс Спенсер Ланселот                        | Джек Дэвенпорт                             |                                    |                                           |                         |               |                                       |
| Агент Текила                                   |                                            | Ченнинг Татум                      |                                           | Ченнинг Татум           | Ченнинг Татум |                                       |
| Элтон Джон                                     |                                            | играет сам себя                    |                                           | играет сам себя         |               |                                       |
| Джинджер Але Агент Виски                       |                                            | Хэлли Берри                        |                                           |                         | Хэлли Берри   |                                       |
| Шамп Шампань                                   |                                            | Джефф Бриджес                      |                                           |                         | Джефф Бриджес |                                       |
| Джек Дэниелс Агент Виски                       |                                            | Педро Паскаль                      |                                           |                         |               |                                       |
| Поппи Адамс                                    |                                            | Джулианна Мур                      |                                           |                         |               |                                       |
| Августин Эдмондс Артур                         |                                            | Майкл Гэмбон                       |                                           |                         |               |                                       |
| Клара фон Глукфберг                            |                                            | Поппи Делевинь                     |                                           |                         |               |                                       |
| Конрад Оксфорд                                 | Упоминается                                |                                    | Харрис Дикинсон Александр Шоу (в детстве) |                         |               |                                       |
| Герберт Китченер, 1-й граф Китченер            |                                            |                                    | Чарльз Дэнс                               |                         |               |                                       |
| Поллианна «Полли» Уилкинс Галахад              |                                            |                                    | Джемма Артертон                           |                         |               |                                       |
| Григорий Распутин                              |                                            |                                    | Рис Иванс                                 |                         |               |                                       |
| Капитан Мортон Пастух                          |                                            |                                    | Мэттью Гуд                                |                         |               |                                       |
| Кайзер Пруссии Вильгельм II                    |                                            |                                    | Том Холландер                             |                         |               |                                       |
| Император России Николай II                    |                                            |                                    | Том Холландер                             |                         |               |                                       |
| Шола Мерлин                                    |                                            |                                    | Джимон Хонсу                              |                         |               |                                       |
| Гаврило Принцип                                |                                            |                                    | Йоэль Басман                              |                         |               |                                       |
| Мата Хари                                      |                                            |                                    | Валери Пахнер                             |                         |               |                                       |
| Эрик Ян Хануссен Пастух                        |                                            |                                    | Даниэль Брюль                             |                         |               |                                       |
| Владимир Ленин                                 |                                            |                                    | Аугуст Диль                               |                         |               |                                       |
| Адольф Гитлер Человек с усами                  |                                            |                                    | Давид Кросс                               |                         |               |                                       |
| Стерлинг Мэлори Арчер Герцогиня                |                                            |                                    |                                           |                         |               | Х. Джон Бенжамин                      |

### Создатели
| Роли         | Kingsman: Секретная служба                                       | Kingsman: Золотое кольцо                                               | King’s Man: Начало                                              | Kingsman: Голубая кровь  |
| Роли         | 2015                                                             | 2017                                                                   | 2021                                                            | 2023                     |
| ------------ | ---------------------------------------------------------------- | ---------------------------------------------------------------------- | --------------------------------------------------------------- | ------------------------ |
| Режиссёр     | Мэттью Вон                                                       | Мэттью Вон                                                             | Мэттью Вон                                                      | Мэттью Вон               |
| Продюсер     | Мэттью Вон Дэвид Рид Адам Болинг                                 | Мэттью Вон Дэвид Рид Адам Болинг                                       | Мэттью Вон Дэвид Рид Адам Болинг                                | Мэттью Вон Джейн Голдман |
| Сценарий     | Мэттью Вон Джейн Голдман                                         | Мэттью Вон Джейн Голдман                                               | Мэттью Вон Карл Гайдусек                                        | TBA                      |
| Сюжет        | Мэттью Вон Джейн Голдман                                         | Мэттью Вон Джейн Голдман                                               | Мэттью Вон                                                      | Мэттью Вон               |
| Композитор   | Генри Джекман Мэттью Марджесон                                   | Генри Джекман Мэттью Марджесон                                         | Доминик Льюис Мэттью Марджесон                                  | TBA                      |
| Оператор     | Джордж Ричмонд                                                   | Джордж Ричмонд                                                         | Бен Дэвис                                                       | TBA                      |
| Производство | Marv Films TSG Entertainment Cloudy Productions 20th Century Fox | Marv Films TSG Entertainment 20th Century Fox Shangri-La Entertainment | Marv Films Marv Studios Cloudy Productions 20th Century Studios | TBA                      |
| Дистрибуция  | 20th Century Fox                                                 | 20th Century Fox                                                       | 20th Century Studios                                            | TBA                      |
| Длительность | 129 минут                                                        | 141 минута                                                             | 131 минута                                                      | TBA                      |
| Дата релиза  | 30 января 2015                                                   | 20 сентября 2017                                                       | 22 декабря 2021                                                 | 2023                     |

### Музыка
| Название                                                   | Релиз в США      | Длительность | Композитор(ы)                  | Этикетки          |
| ---------------------------------------------------------- | ---------------- | ------------ | ------------------------------ | ----------------- |
| Kingsman: Секретная служба – Оригинальный саундтрек фильма | 30 января 2015   | 57:27        | Генри Джекман Мэттью Марджесон | La-La Land        |
| Kingsman: Золотое кольцо – Оригинальный саундтрек фильма   | 22 сентября 2017 | 1:16:00      | Генри Джекман Мэттью Марджесон | Fox Music         |
| Kingsman: Начало – Оригинальный саундтрек фильма           | 22 декабря 2021  | 1:18:00      | Доминик Льюис Мэттью Марджесон | Hollywood Records |

## Релиз

### Кассовые сборы
| Фильм                      | Дата выхода      | Дата выхода      | Сборы        | Сборы         | Сборы        | Бюджет       | Ссылка        |
| Фильм                      | США              | Мир              | США          | Другие страны | Весь мир     | Бюджет       | Ссылка        |
| -------------------------- | ---------------- | ---------------- | ------------ | ------------- | ------------ | ------------ | ------------- |
| Kingsman: Секретная служба | 13 февраля 2015  | 30 января 2015   | $129 000 000 | $287 498 000  | $416 498 000 | $80–100 млн  | [ 63 ]        |
| Kingsman: Золотое кольцо   | 22 сентября 2017 | 20 сентября 2017 | $102 000 000 | $312 000 000  | $414 000 000 | $100–105 млн | [ 64 ]        |
| King’s Man: Начало         | 22 декабря 2021  | 26 декабря 2021  | $34 120 000  | $80 540 000   | $114 660 000 | ~$100 млн    | [ 65 ] [ 66 ] |
| Всего                      | Всего            | Всего            | $265 120 000 | $680 038 000  | $945 158 000 | $280–305     | [ 67 ]        |

Серия фильмов Kingsman является шестой самой кассовой из серий фильмов, основанных на Marvel Comics после Кинематографической вселенной Marvel, серии фильмов о Человеке-пауке, серии фильмов о Людях Икс, серии фильмов о Людях в чёрном и серии фильмов о Фантастической четвёрке, заработав в сумме $265.12 млн в Северной Америке и более $945 млн во всём мире.

#### Критика и отзывы
| Фильмы                     | Rotten Tomatoes     | Metacritic       | CinemaScore |
| -------------------------- | ------------------- | ---------------- | ----------- |
| Kingsman: Секретная служба | 75 % (263 рецензия) | 60 (50 рецензий) | B+          |
| Kingsman: Золотое кольцо   | 51 % (308 рецензии) | 44 (44 рецензии) | B+          |
| King’s Man: Начало         | 44% (119 рецензии)  | 44 (37 рецензии) | B+          |

## Анимация

### #TBT: That Time Archer Met Kingsman
20 июля 2017 года компания FOX выпустила анимационный короткометражный фильм «Кингсман» и «Арчер», под названием «#TBT: That Time Archer Met Kingsman», с участием Эггси и Спецагента Арчера. Короткометражка была представлена на сессии Kingsman: The Golden Circle в 2017году на Comic-Con. По сюжету, Эггси обнаруживает, что Арчер наткнулся на секретный арсенал Kingsman, спрятанный в магазине костюмов на заказ. Чтобы вернуть товар, Эггси бросает вызов Арчеру на «самое джентльменское из соревнований»: соревнование по выпивке, планируя убить его стаканом с наркотиками; Арчер вместо этого выпивает всю бутылку без наркотика и теряет сознание от перебора с алкоголем. Эггси сам себе клянётся поехать в Америку и «преподать американским агентам урок», но перед этим рисует на лбу Арчера половой орган. Тэрон Эджертон и Х. Джон Бенжамин соответственно озвучили своих персонажей в данной короткометражке.

## Телесериал
В июне 2018 года, Вон объявил об открытии своей новой киностудии, и что при участии этой же студии будет сниматься одноимённый телесериал «Kingsman», состоящий из восьми эпизодов.
Анонсированный как спин-офф в сентябре 2017 года, телесериал, будет сосредоточен вокруг американской организации секретных агентов франшизы под названием Statesman. В июне 2018 года Вон подтвердил, что Ченнинг Татум, Джефф Бриджес и Хэлли Берри сыграют те же роли, что и в оригинальной франшизе.  В декабре 2021 года Вон объявил, что проект официально переформатируется в телесериал. Режиссер заявил, что в качестве вдохновения они ориентируются на сериал Локи студии Marvel, транслировавшийся на Disney+.

## Компьютерные игры
В августе 2017 года было подтверждено, что релиз «Kingsman: Золотое кольцо» будет сопровождать выход пошаговой ролевой игры жанра три в ряд, выпущенная на iOS и Android корейской компанией мобильных игр NHN PixelCube. В игру также войдут персонажи из «Kingsman: Секретная служба» и она будет выпущена по всему миру 14 сентября 2017 года, примерно за неделю до выхода фильма. В отличие от франшизы, игра получила рейтинг «12+», так как не содержала сцен насилия и ненормативной лексики. Также за несколько дней до выхода фильма, была анонсирована другая мобильная игра, основанная на франшизе «Kingsman», «Kingsman: Секретная служба», как было объявлено, разработанная для iOS и Android, американским разработчиком мобильных игр YesGnome. Игра представляет собой симулятор строительства и управления, где игроки создают неприступные секретные базы, напоминающие Fallout Shelter, проникают на вражеские базы в миссиях, основанных на сюжете по крайней мере первого фильма, а также включают элементы Shoot ’em up. Версия для Android оставалась в раннем доступе в течение многих месяцев. В отличие от The Golden Circle, которая является бесплатной игрой с возможностью покупок в приложении и поддерживает многопользовательский онлайн-режим «игрок против игрока», The Secret Service изначально являлась платным приложением.
Спустя несколько месяцев после запуска мобильной игры по фильму «Kingsman: Золотое кольцо» 24 апреля 2018 года было объявлено, что серверы игры будут закрыты 23 мая 2018 года после «тщательной проверки» и плохой игровой базы игры. По состоянию на эту дату YesGnome’s игра по «Kingsman: Секретная служба» все ещё находится в разработке, а версия Android остается в раннем доступе. Между тем, после многих месяцев раннего доступа, 1 мая 2019 года Yesgnome была выпущена игра «Kingsman: Секретная служба».

## Маркетинг
Премиальный ритейлер Mr Porter стал маркетинговым партнёром франшизы, начиная с первого фильма, работая с художником по костюмам Арианной Филлипс над индивидуальным пошивом одежды для героев. В то же время всё, от галстуков и рубашек до очков, зонтиков, обуви и часов, было разработано такими традиционными брендами, как Cutler и Gross, George Cleverley, Mackintosh, Bremont, и Adidas Originals. Такое сотрудничество является первым в своём роде, что делает Kingsman: The Secret Service первым фильмом, в котором представлены элементы одежды и аксессуаров, которые можно приобрести в магазинах.
В мае 2017 года благодаря партнёрству TAG Heuer и Fox часы TAG Heuer Connected стали официальным аксессуаром агентов Kingsman. В августе 2017 года Old Forester в партнерстве с Fox  выпустила коллекцию 95-градусного бурбона для рынка США, получившего название Statesman. Glendronach выпустил коллекцию шотландского виски Kingsman Edition 1991, использовав бочки 1991 года — года рождения главного героя франшизы Эггси. Режиссер Вон назвал напиток этой марки своим любимым брендом шотландского виски и подписал каждую из 240 бутылок, выпущенную для рынка США. Кроме того, Berry Bros. & Rudd выпустили специальную серию Kingsman своего напитка No 3 London Dry Gin.  В сентябре 2017 года Hard Rock Cafe представило «Poppy Burger» в своём меню в рамках продакшена фильма Kingsman: Золотое кольцо.